# Servicios Aéreos Profesionales
Servicios Aéreos Profesionales o SAP Group fue una aerolínea basada en Santo Domingo, República Dominicana, operando a toda la región del Caribe. Tenía su sede en el Aeropuerto Internacional Joaquín Balaguer de Santo Domingo.

## Historia
La aerolínea fue establecida en 1981 por la familia Patín, desde entonces fue creciendo hasta convertirse lo que fue la aerolínea más grande de la República Dominicana durante muchos años. 
Continúa sus operaciones de vuelos chárter regularmente desde 1981. Para el 2017 anuncian cambios de algunas aeronaves y renovación de su flotilla, al igual que retomar los vuelos regulares desde Santo Domingo a distintas ciudades turísticas a nivel internacional.

## Servicios
La aerolínea operaba los siguientes destinos regulares:
| Países               | Destinos                   | Aeropuertos                                           |
| -------------------- | -------------------------- | ----------------------------------------------------- |
| Cuba                 | Varadero                   | Aeropuerto Juan Gualberto Gómez                       |
| Estados Unidos       | Fort Lauderdale            | Aeropuerto Internacional de Fort Lauderdale-Hollywood |
| Guadalupe            | Pointe-à-Pitre             | Aeropuerto Internacional Pointe-à-Pitre               |
| Jamaica              | Montego Bay                | Aeropuerto Internacional Sir Donald Sangster          |
| México               | Cancún                     | Aeropuerto Internacional de Cancún                    |
| Puerto Rico          | San Juan                   | Aeropuerto Internacional Luis Muñoz Marín             |
| República Dominicana | La Romana                  | Aeropuerto Internacional de La Romana                 |
| República Dominicana | Puerto Plata               | Aeropuerto Internacional Gregorio Luperón             |
| República Dominicana | Punta Cana                 | Aeropuerto Internacional de Punta Cana (HUB)          |
| República Dominicana | Samaná                     | Aeropuerto Internacional Presidente Juan Bosch        |
| República Dominicana | Santiago de los Caballeros | Aeropuerto Internacional del Cibao                    |
| República Dominicana | Santo Domingo              | Aeropuerto Internacional Joaquín Balaguer             |
| Santa Lucía          | Castries                   | Aeropuerto George F. L. Charles                       |
| Venezuela            | Porlamar                   | Aeropuerto Internacional del Caribe Santiago Mariño   |

Además, Servicios Aéreos Profesionales ofrecía los siguientes servicios:
- Empresas de Aviación: (tipos de aeronaves: Learjet 35, Learjet 25 y BAe 125-600)

- Transferencia de tripulación de vuelos.

- Vuelos de conexiones: conexiones en toda la República Dominicana y el Caribe.

- Ambulancia Aérea: servicios de ambulancia aérea, así como asistencia médica a bordo. Disponible las 24 horas, 7 días a la semana.

- Excursiones: Excursiones para grupos e individuales.

- Vuelos regulares: vuelos regulares desde varios aeropuertos en la República Dominicana, operado por su afiliada SAP Express, visite su sitio web para el programa y las actualizaciones más recientes.

## Flota
La flota de SAP Air era la más grande en el país y una de la más moderna que utilizan para todos los vuelos al Caribe, rutas de vuelos regulares y chárter, y en algunos vuelos a Estados Unidos, Centroamérica y Sudamérica.
La flota de Servicios Aéreos Profesionales incluyó los siguientes aviones:
| Aeronaves                            | Total | Introducido | Retirado | Matrículas                                                                  | Imágenes                                                    |
| ------------------------------------ | ----- | ----------- | -------- | --------------------------------------------------------------------------- | ----------------------------------------------------------- |
| Beechcraft 1900                      | 6     | 1997        | 2018     | HI-717CT, N23045, N10759, N125BA, N902SC y HI-719CT (rrg. N719JP y HI-984)  | SAP Air at SJU                                              |
| Beechcraft King Air                  | 1     | 2006        | 2017     | N31SN                                                                       |                                                             |
| Britten-Norman Islander              | 2     | 1998        | 2002     | HI-704CT y HI-636CT                                                         |                                                             |
| British Aerospace Jetstream 31       | 4     | 2006        | 2020     | HI-918, HI-875, HI-819 y N940AE (rrg. HI851)                                |                                                             |
| British Aerospace Jetstream 32       | 2     | 2007        | 2020     | HI-858 y N919AE (rrg. HI-819CT y HI-856)                                    | SAP Air at POP                                              |
| Cessna 208B Grand Caravan            | 1     | 2001        | 2020     | HI-760CT (rrg. HI-760)                                                      | igual modelo y colores de SAP Aire, Grupo CapCana en HEX    |
| De Havilland Canada DHC-6 Twin Otter | 4     | 1992        | 2018     | HI-644CT (rrg. HI-644), HI-624CT, N201RH, N601KC (rrg. HI-658CA y HI-685CT) | SAP Air at POP                                              |
| Embraer EMB 120 Brasilia             | 1     | 1999        | 2008     | HI-720CT                                                                    |                                                             |
| Learjet 25                           | 1     | 2006        | ??       | N261WC                                                                      |                                                             |
| Learjet 35                           | 1     | 2006        | 2013     | N65RZ                                                                       |                                                             |
| Learjet 55                           | 1     | 2009        | 2015     | N831JP                                                                      |                                                             |
| LET L-410 Turbolet                   | 4     | ??          | ??       | HI-703CT, HI-722CT, HI-723CT y HI-665CT                                     | Air Santo Domingo operated por SAP Air en SDQ               |
| Saab 340                             | 1     | 2019        | 2020     | HI-1046                                                                     |                                                             |
| Short 360                            | 2     | 1995        | 2020     | HI-657CT (rrg. HI-657) y HI-658CT                                           | Air Santo Domingo operado por SAP Air en POP SAP Air en LRM |